# Alwin Berger

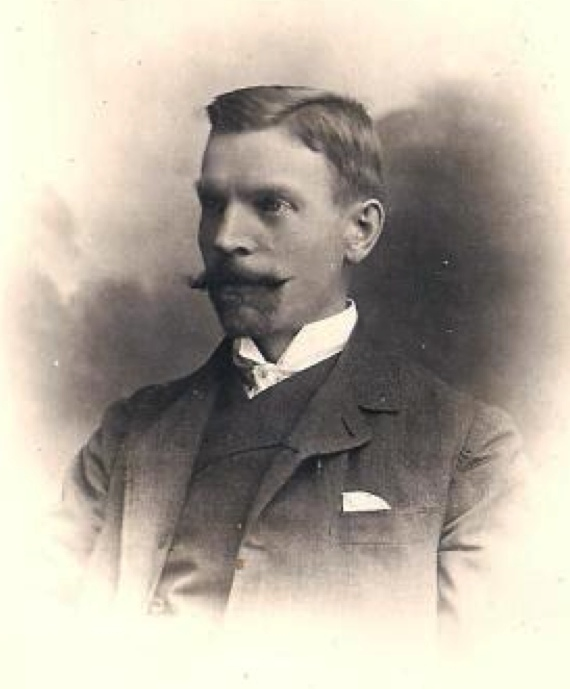
Alwin Berger 1906

Alwin Berger (* 28. August 1871 in Möschlitz; † 21. April 1931 in Cannstatt) war ein deutscher Botaniker, Gärtner und Sukkulentenforscher. Sein offizielles botanisches Autorenkürzel lautet „A.Berger“; früher war auch das Kürzel „Berger“ in Gebrauch.

## Leben und Wirken
Alwin Berger wurde am 28. August 1871 in Möschlitz in der Nähe von Schleiz in Thüringen geboren. Er besuchte die Schule in Schleiz und absolvierte anschließend eine Ausbildung zum Gärtner in Ebersdorf. Nach dem Abschluss der Ausbildung arbeitete er in den botanischen Gärten von Dresden, Greifswald, Freiburg und Frankfurt am Main.
1897 wurde er Kurator des von Thomas Hanbury begründeten Botanischen Gartens am Capo Mortola nahe der Gemeinde Ventimiglia im italienischen Ligurien. Diese Stelle hatte er bis 1914 inne. Während der Zeit in Italien widmete er sich vor allem der botanischen Systematik der Sukkulenten und erarbeitete sich einen Ruf als internationaler Experte für dieses Fachgebiet.
Mit dem Ausbruch des Ersten Weltkriegs wurde der Aufenthalt in Italien für ihn zu unsicher, weshalb er 1915 nach Deutschland zurückkehrte und als Oberhofgarteninspektor die Gärten des Königs von Württemberg in Stuttgart betreute. Nach dem Ersten Weltkrieg wollte Berger die Idee eines Botanischen Garten in der Wilhelma verwirklichen, stieß jedoch auf den Widerstand eines Beamten im damals zuständigen Finanzministerium des Landes Baden-Württemberg. Als er degradiert wurde, legte er 1922 sein Amt nieder.
Von 1923 bis 1926 arbeitete er an der New York State Agricultural Experiment Station, einer Forschungsanstalt in Geneva, New York. Anschließend kehrte er nach Stuttgart zurück, wo er Leiter der botanischen Abteilung des Naturkundlichen Museums wurde.
Zum Werk Das Pflanzenreich von Adolf Engler trug er Liliaceae - Asphodeloideae - Aloineae (1908) bei; zu dessen Werk Die natürlichen Pflanzenfamilien steuerte er für die 2. Auflage, Band 18a (1930) das Kapitel über die Familie „Crassulaceae“ bei. Als sein Hauptwerk gilt das 1915 erschienene Buch Die Agaven: Beiträge zu einer Monographie., in dem er 271 Agavenarten in drei Untergattungen beschreibt. Er beschrieb als erster die Kakteengattung Roseocactus.
Alwin Berger starb am 21. April 1931 in Cannstatt im Alter von 59 Jahren an einer Blinddarmentzündung. Auf Vermittlung des Botanikers Liberty Hyde Bailey erwarb der Botanische Garten New York Bergers Herbarium, das Proben von mehr als 1000 verschiedenen Sukkulentenarten umfasste, von dessen Witwe Elise Berger.

## Nach Berger benannte Taxa
Die Pflanzengattungen Bergeranthus Schwantes aus der Familie der Mittagsblumengewächse (Aizoaceae) sowie Bergerocactus Britton & Rose und Bergerocereus Frič &  Kreuz. aus der Familie der Kakteengewächse (Cactaceae) sind nach ihm benannt worden.

## Schriften (Auswahl)

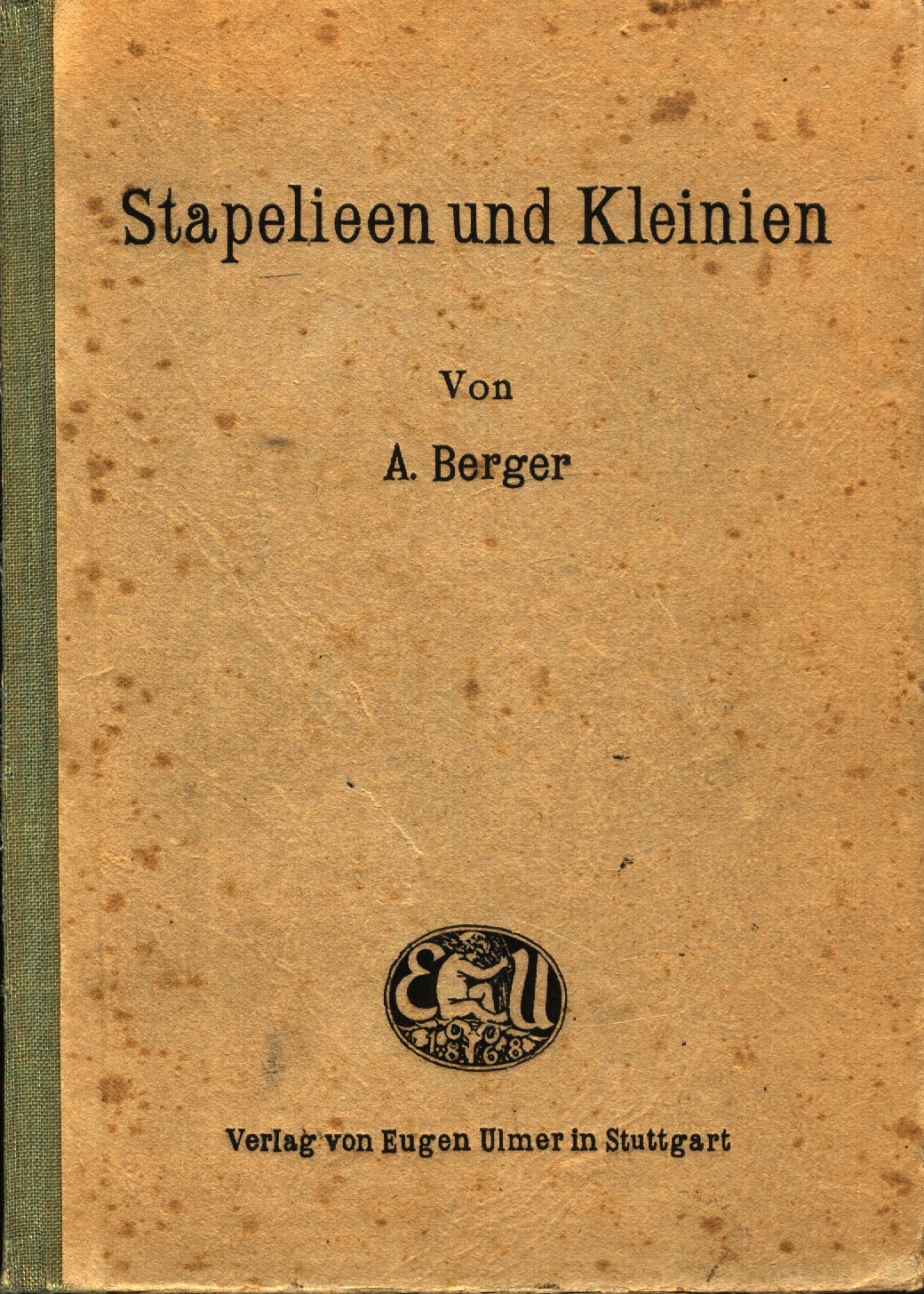
Stapelieen und Kleinien (1910)

### Zeitschriftenbeiträge
- A Systematic Revision of the Genus Cereus. In: Missouri Botanical Garden Annual Report. 1905, S. 57–86 (online, JSTOR:2400072).
- Über die systematische Gliederung der Gattung Aloe. In: Botanische Jahrbücher  für Systematik, Pflanzengeschichte und Pflanzengeographie. Band 36, Nummer 1, 1905, S. 42–68 (online).
- Roseocactus, a new genus of Cactaceae. In: Journal of the Washington Academy of Sciences. Band 15, 1925, S. 43–48.
- Eine neue Aristolochia aus Bolivien. In: Württembergische Naturaliensammlung, Stuttgart 1927

### Bücher
- Systematische Übersicht der kultivierten Kleinien. Neumann, Neudamm 1904/5.
- Sukkulente Euphorbien. Beschreibung und Anleitung zum bestimmen der kultivierten Arten, mit kurzen Angaben über die Kultur. Eugen Ulmer, Stuttgart 1907 (erschienen 1906, online).
- Liliaceae-Asphodeloideae-Aloineae: Mit 817 Einzelbildern in 141 Figuren und 1 Tafel. In: Adolf Engler (Hrsg.): Das Pflanzenreich. Regni vegetablilis conspectus. Heft 33, Wilhelm Engelmann, Leipzig 1908 (online).
- Mesembrianthemen und Portulacaceen. Beschreibung und Anleitung zum Bestimmen der wichtigsten Arten, mit kurzen Angaben über die Kultur. Eugen Ulmer, Stuttgart 1908 (online).
- Einige neue afrikanische Sukkulenten. Wilhelm Engelmann, Leipzig 1910.
- Stapelieen und Kleinien, einschliesslich einiger anderer verwandter Sukkulenten. Beschreibung und Anleitung zum Bestimmen der wichtigen Arten mit kurzer Angabe über die Kultur. Eugen Ulmer, Stuttgart 1910.
- Hortus Mortolensis : enumeratio plantarum in horto Mortolensi cultarum: Alphabetical catalogue of plants growing in the garden of the late Sir T. Hanbury at La Mortola, Ventimiglia, Italy. West, Newman, London 1912. (online).
- Die Agaven: Beiträge zu einer Monographie. Mit 70 Abbildungen und 2 Karten. Gustav Fischer, Jena 1915 (online).
- A Taxonomic Review of Currants and Gooseberries. Genova, New York 1924.
- Die Entwicklungslinien der Kakteen. 1926 (online).
- Kakteen - Anleitung zur Kultur und Kenntnis der wichtigsten eingeführten Arten. Eugen Ulmer, Stuttgart 1929.
- Crassulaceae. Leipzig 1930.